# 셰프

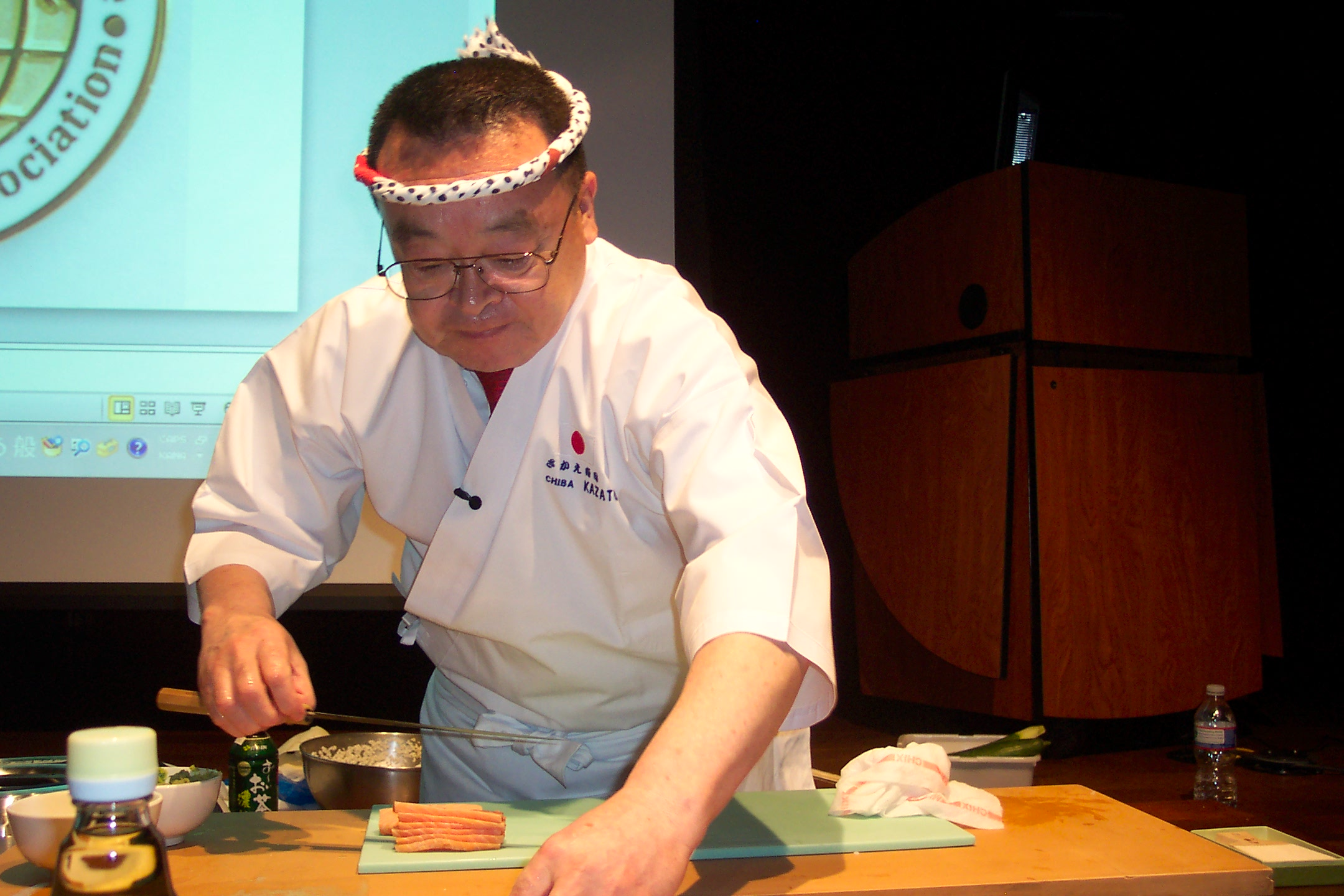
생선을 얇게 썰어 초밥을 만드는 일본인 요리사

셰프(문화어: 셰프, chef de cuisine·chef cuisinier)는 주방장을 의미하는 단어이다. 요식업계 전문 조리사(調理師) 중 정찬 레스토랑(fine dining restaurant·haute cuisine)의 주방을 책임지며 다수의 휘하 조리사를 지휘하는 수장(首長: chief·head) 혹은 공증된 정찬 요리 명장(名匠: master·maestro)의 명칭으로, 원어는 프랑스어이다. 공식 명칭은 '셰프 드 퀴진'(chef de cuisine: 영어: chief of a kitchen) • '셰프 퀴지니에'(chef cuisinier: 영어: chief cook)이다. 편의상 줄여서 셰프라 부른다.
우리말의 주방장(廚房長), 즉 "주방을 책임 지는 수장" 의미인 단어를 오랜기간 사용했었다. 2000년대까지는 대중매체에서 주방장을 사용했으나, 2000년대 이후 유명 요리사가 매체에 등장했고 이들을 소개하며 셰프로 칭하기 시작했다. 셰프의 사전적 의미가 우두머리이므로 주방 안에서 구성원의 역할이 구분되어 있을 정도의 규모와 구조화를 전제로 한다. 현재 요식업에 대한 관심도가 상승하면서 음식을 주제로 한 예능 방송이 트렌드가 되고 있는데, 요식업에 대한 전문지식이 없는 방송작가들이 셰프의 정확한 정의를 모른 채 조리사(=요리사: 영어: cook, 프랑스어: cuisinier)의 대용어로 남용한 탓에 잘못된 정의로 인식되기도 한다.

## 어원
셰프(문화어: 쉐프, Chef)의 정확한 의미는 프랑스어로 지휘자, 대표, 마스터, 고용주(boss) 등을 뜻하는 수장(首長)으로, 본래 어원은 머리(首, Head)를 뜻하는 라틴어 caput에서 비롯되며, 프랑스어 셰프(문화어: 쉐프, chef)가 영국으로 파생되어 동일한 의미로 만들어진 영단어가 바로 치프(chief)이다. 프랑스어 사전에서 chef를 검색하면 여러 직종으로 분류되어 있다.
- chef d'entreprise(/세프 덩트흐프히즈/): CEO
- chef d'État(/셰프 데타/): 국가 원수
- chef de famille(/셰프 드 파미유/): 가장(家長)
- chef d'orchestre(/셰프 돌께스뜨흐/): 지휘자

직종 외
- chef d'œuvre(/셰프 되브흐/): 명작(名作, masterpiece)

조리인로서의 셰프의 공식 명칭은 셰프 드 뀌진(chef de cuisine: 영어: chief of kitchen)과 셰프 뀌지니에(chef cuisinier: 영어: chief cook)이다. 식당 내부 등 본인을 직접 대질하거나 지칭하는 경우엔 굳이 분류가 필요없기에 편의상 간축하여 셰프(chef)라 부른다.

## 전파
18세기 말에 발생한 프랑스 대혁명으로 대거 실직을 하게 된 궁정·귀족가의 셰프들이 파리를 중심으로 정치인과 브루조아를 타겟으로 한 고급 요식업체를 개업하여 서로 경쟁함으로써 기존의 레스토랑과는 차별화된, 전유럽을 통틀어 독보적인 레스토랑 문화가 일어났다. 이는 곧 프랑스에 그랜드 투어(Grand Tour) 혹은 망명 중이던 외국인 상류층·지식층에 의해 새로운 장르의 복합 예술이자 고급 사교 문화로써 각 국가에 전파되었다. 이 과정 중에 프랑스어로 된 주방 전문용어 및 군대 못지 않은 엄격한 프랑스의 주방 체계 역시 모방되었는데, 국적 및 원조 여부를 무시하고 수많은 요리법 및 식재료명, 기구명, 요리명 등이 프랑스어인 것은 이 때문이다. 셰프란 명칭 역시 이러한 분위기 아래 현지어로의 번역을 거치지 않고 사용되어 결국 외국어가 아닌 외래어로 정착됐으며, 단 분류명은 자국어를 썼기에 프랑스어 공식 분류명에서 셰프(Chef)만 떼서 사용한다.

## 분류
본질적으로 셰프·주방장 역시 조리사이다. 차이는 조리사(=요리사)는 직업명이고 셰프·주방장은 지위명이라는 사실이다.
본토인 프랑스에선 주방의 총책임자인 Chef cuisinier(/셰프 뀌지니에/=Chef de cuisine: 주방장)와 그를 보좌하는 Sous chef(/수 셰프/: 부주방장)로 분류하지만, 국가적 특성상 대규모의 레스토랑을 선호하는 북미 등의 해외 정찬 레스토랑에선 그릴 파트, 팬트리 파트, 생선 파트 등 각 전문 파트에 다수의 조리사(line cook)를 배치하고 각 파트의 수장 혹은 그 전문가를 Chef de partie(/셰프 드 파흐띠/=Station Chef)라 분류하기도 한다.
Chef cuisinier(셰프, 헤드 셰프, 마스터 셰프, 총주방장, 총괄 셰프)주방의 총 책임을 맡으며 주방에 소속된 각 파트별 조리사를 총괄 지휘한다. 본인 혹은 휘하 조리인이 개발한 요리를 메뉴에 올릴 것인지를 선택하며, 음식의 간과 익힘도, 식재료 선택과 구입, 메뉴의 가격 책정, 플레이팅 등 고객의 식탁에 오를 상품의 완성도를 결정한다. 주방 스태프의 고용 및 해고의 결정권을 갖고 있다. 셰프 본인의 모토 및 레스토랑의 성격 등에 따라 차이가 있으나 대체적으로 판매하는 요리를 직접 조리치 않고 지휘·감독하며, 아예 수 셰프에게 주방 지휘를 맡기고 외부에서 사무나 고객 응접, 메뉴 개발, 홍보 활동 등을 하기도 한다. 해당 레스토랑 내에서의 셰프란 호칭은 오직 헤드 셰프에게만 한정된다. 오랜 경력 뒤 은퇴하거나 미슐랭 같은 저명 구르메지 혹은 요식업계의 저명인사에게 요리 명장으로 공증을 받은 뒤에 소속 레스토랑을 떠나 심사위원·요리연구가·교육자·방송인·사업가 등으로 단독 활동을 하는 이들도 존경의 의미를 담아 셰프(Master·Maestro의 의미)라 칭한다.
Sous-chef cuisinier(수 셰프, 부주방장)셰프의 보좌로, sous는 '아래(under)'를 뜻한다. 셰프의 대리로서 주방의 총 지휘를 맡기도 한다. 주방 스탭의 스케줄 및 주방의 위생·정리 등을 총괄하며, 결원 등의 상황으로 일손이 부족할 시엔 조리사(cuisinier, cook) 혹은 그외 스텝(재료 손질, 설거지 등)의 임무를 대행하기도 한다.
Chef de partie(Station Chef)주방 내 특정 전문 파트에 속한 조리사(Line Cook) 중 가장 서열이 높은 수장 혹은 그 전문가를 뜻한다. 서열은 수 셰프 아래에 있다. 정작 본토인 프랑스에선 없었던 표현으로 해외의 대형 레스토랑에서 창안됐다. 소테(sauté)와 소스를 담당하는 파트의 소테 셰프(프: saucier), 생선의 손질 및 조리를 담당하는 파트의 피쉬 셰프(프: poissonnier), 육류 구이 담당 파트의 로스트 셰프(프: rôtisseur), 샐러드·전채·빠떼·가공육(햄 등)을 담당하는 파트의 팬트리 셰프(프: garde manger), 디저트 파트의 패스트리 셰프(프: pâtissier) 등이 존재한다.

## 같이 보기
- (영어) 역대 명셰프(명장) 목록
- 오귀스트 에스코피에
- 주방여단
- 조리학
- 셀러브리티 셰프
- 아메리칸 셰프
- 요리사